# Voyage à forfait

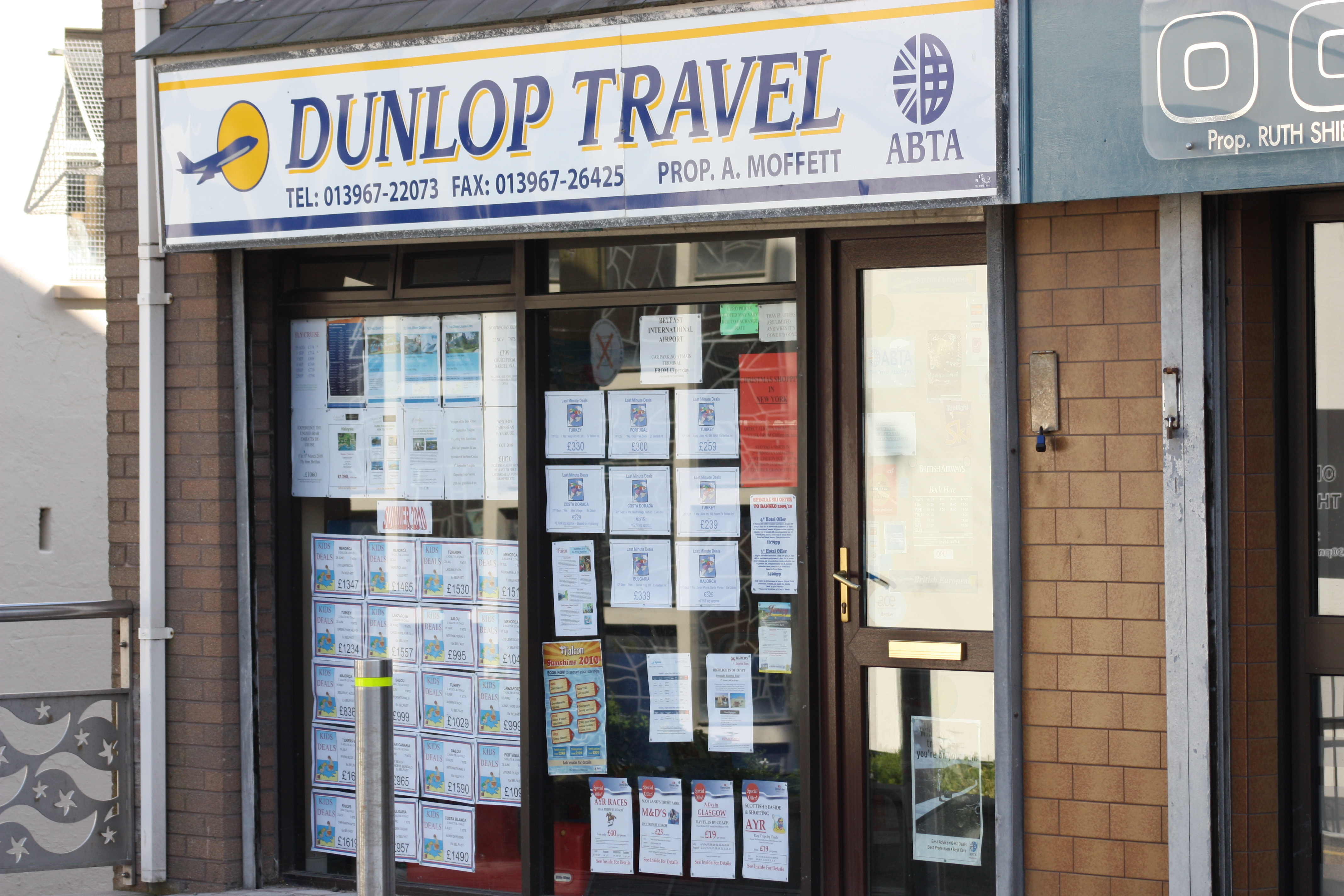
Une agence de voyages à Newcastle en Irlande du Nord proposant notamment des voyages à forfait

Un voyage à forfait, appelé aussi forfait touristique ou voyage organisé, est un ensemble de prestations proposé à un prix fixe par un voyagiste (tour-opérateur). Il comprend généralement le transport, l'hébergement et la restauration (par exemple le tout inclus), mais peut aussi inclure les visites, les excursions et d'autres services.
D'après la réglementation européenne, pour qu'un voyage puisse avoir l'appellation à forfait, « il doit dépasser 24 heures, être vendu à un prix tout compris, et couvrir au moins deux des prestations suivantes : transport, logement, excursions, activités culturelles ou sportives ».
Depuis les années 2000, les voyages culturels mais surtout sportifs sont devenus très tendance, ce segment très porteur étant développé par des agences spécialisées dans le domaine.[réf. nécessaire]